# Hôtel de Crémille
L'hôtel de Crémille également dénommé maison de Jean Collet est un hôtel particulier situé à Châtillon-sur-Indre, en France.

## Localisation
L'hôtel est situé sur la commune de Châtillon-sur-Indre dans le département de l'Indre, en région Centre-Val de Loire.

## Description
L'hôtel de Crémille dont le corps de logis principal s'étend entre une petite cour en retrait de la rue. Ses élévations sont rythmées par deux ordres superposés, utilisant un ornement classique. Un escalier est logé dans un pavillon autonome en retour d'équerre sur la cour, éclairé en façade par une loggia ou un cabinet.

## Historique
La présence de l'emblème de Henri II sur une clef de voûte permettent de supposer que la maison a été bâtie pendant son règne. Le corps de logis principal s'étend entre une courette en retrait de la rue et une basse-cour. Ses élévations sont rythmées par deux ordres superposés, utilisant un ornement classique. Un escalier rampe sur rampe est logé dans un pavillon autonome en retour d'équerre sur la courette, éclairé en façade par une loggia ou un cabinet. Cette maison témoigne de la connaissance qu'avait son bâtisseur de la théorie des ordres antiques, sans doute par la lecture de traités.
L'hôtel est inscrit au titre des monuments historiques par arrêté du 12 janvier 2006.